# Châtillon-sur-Seine
Châtillon-sur-Seine je naselje in občina v francoskem departmaju Côte-d'Or regije Burgundije. Leta 2007 je naselje imelo 5.801 prebivalca.

## Geografija
Kraj leži v pokrajini Burgundiji ob reki Seni, 83 km severozahodno od središča Dijona.

## Uprava
Châtillon-sur-Seine je sedež istoimenskega kantona, v katerega so poleg njegove vključene še občine Aisey-sur-Seine, Ampilly-le-Sec, Brémur-et-Vaurois, Buncey, Chamesson, Charrey-sur-Seine, Chaumont-le-Bois, Chemin-d'Aisey, Coulmier-le-Sec, Étrochey, Gomméville, Maisey-le-Duc, Massingy, Montliot-et-Courcelles, Mosson, Nod-sur-Seine, Noiron-sur-Seine, Obtrée, Pothières, Prusly-sur-Ource, Sainte-Colombe-sur-Seine, Vannaire, Vanvey, Villers-Patras, Villiers-le-Duc, Villotte-sur-Ource in Vix z 11.857 prebivalci.
Kanton Châtillon-sur-Seine je sestavni del okrožja Montbard.

## Zanimivosti
- ostanki gradu Marmont,
- romanska cerkev sv. Vorlesa de Marcenaya iz konca 10. stoletja,
- cerkev sv. Nikolaja iz konca 12. stoletja,
- nekdanja opatija Notre-Dame de Châtillon iz 12. stoletja.

## Osebnosti
- Auguste de Marmont, francoski maršal (1774-1852)